# Ресту (деревня)
Ре́сту (эст. Restu), до 1977 года Ри́стеэ (эст. Ristee) — деревня в волости Отепя уезда Валгамаа, Эстония.
До административной реформы местных самоуправлений Эстонии 2017 года входила в состав волости Сангасте (упразднена).

## География и описание
Расположена в среднем течении реки Вяйке-Эмайыги, у шоссе Сангасте—Отепя, в 13 км к юго-западу от волостного центра — города Отепя, и в 26 км к северо-востоку от уездного центра — города Валга. Высота над уровнем моря — 98 метров.
Климат умеренный. Официальный язык — эстонский. Почтовый индекс — 67006.

## Население
По данным переписи населения 2021 года, в Ресту насчитывалось 78  жителей, все — эстонцы.
По данным переписи населения 2011 года, в деревне проживали 63 человека, из них 62 (98,4 %) — эстонцы.
Численность населения деревни Ресту по данным переписей населения:
| Год  | 1959 | 1970  | 1979  | 1989 | 2000  | 2011 | 2021 |
| ---- | ---- | ----- | ----- | ---- | ----- | ---- | ---- |
| Чел. | 173  | ↘ 104 | ↗ 129 | ↘ 97 | ↗ 102 | ↘ 63 | ↗ 78 |

## История
В письменных источниках 1499 года упомянута Raszthe (мыза), 1582 года — Rosth, 1599 года — Rost, 1628 года — Roeste, 1638 года — Röste moyse, 1723 года — Rösthoff, 1782 года — Rösthof, Resthof, ee Rösto mois, 1805 года — Roesthoff (мыза), 1839 года — Rösthoff, 1909 года — Resto m..

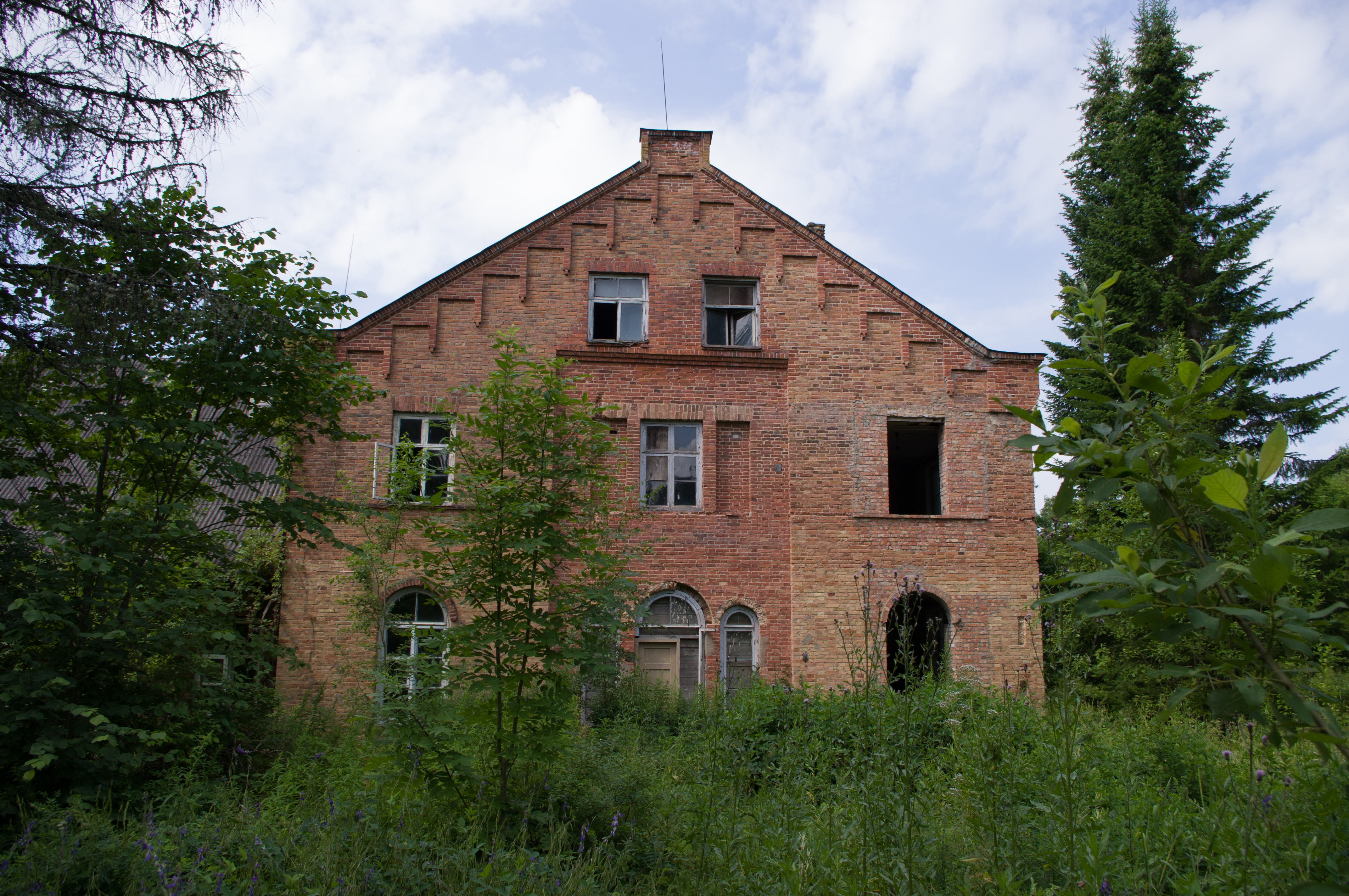
Главное здание мызы Рестхоф (Ресту) в 2014 году

В XV–XVII веках у мызы Рестхоф (нем. Rösthof, Ресту, эст. Restu mõis) были две деревни — Визела (эст. Visela) и Корузе (эст. Koruse, также эст. Korjuse). Визела относилась к приходу Урвасте, а деревня Корузе (Корьюзе) к настоящему времени исчезла. В вакенбухах XVIII века была представлена только мыза Рестхоф и принадлежащие ей многочисленные хутора, неподеленные на деревни. У мызы Рестхоф (Ресту) много лет были две скотоводческие мызы: Альтхоф (нем. Althof, Ванамыйза (эст. Vanamõisa karjamõis), также Тууза (эст. Tuusa karjamõis)) и Кирбу (эст. Kirbu karjamõis).
В 1920-х годах, в результате земельной реформы, на землях бывшей мызы Ресту возникло поселение, которое после 1930-х годов стали называть деревней Ристтеэ (эст. Risttee, в 1959—1970 годах Risttee I), в 1977 году населённый пункт получил официальный статус деревни и название Ресту.
В советское время деревня располагалась на землях совхоза «Кеэни», центральна усадьба которого находилась в соседнем посёлке Сангасте.
В 1977 году, в период кампании по укрупнению деревень, с Ресту была объединена часть деревни Мяэкюла (эст. Mäeküla), в границах которой когда-то находилась скотоводческая мыза Ценни (нем. Tsenni, Тсяни, эст. Tsäni karjamõis, в 1796 году упоминается как Tsen̄i).
В бывшем главном здании (господском особняке) мызы Ресту с 1919 года по 1998 год работала 8-классная школа. В настоящее время здание является частной собственностью.
В 1975 году на расположенной на территории деревни братской могиле советских воинов, павших во Второй мировой войне (исторический памятник с 1997 до 2023 года), был установлен памятник — архитектурная композиция, состоящая из железобетонных столбов разной высоты, расположенных на железобетонном основании 240×165/80×10 см. В середине композиции находится композиция из двух труб высотой 443 см. На 22 гранитных плитах — имена погибших (известны 786 имён). В протоколе от 30 ноября 2022 год]]а рабочая группа по советским памятникам при Госканцелярии Эстонии признала памятник «нейтральным монументом», т. е. не подлежащем демонтажу и замене (см. Список советских военных памятников Эстонии).